# Andreas Büsser
Andreas Büsser (ur. 9 lutego 1963 w Uznach) – szwajcarski kolarz przełajowy, złoty medalista mistrzostw świata.

## Kariera
Największy sukces w karierze Andreas Büsser osiągnął w 1990 roku, kiedy zdobył złoty medal w kategorii amatorów podczas przełajowych mistrzostw świata w Getxo. W zawodach tych wyprzedził bezpośrednio Miloslava Kvasničkę z Czechosłowacji oraz swego rodaka Thomasa Frischknechta. Był też między innymi szósty na rozgrywanych dwa lata później mistrzostwach świata w Leeds. W 1991 roku zdobył brązowy medal na mistrzostwach Szwajcarii. W 1999 roku zakończył karierę.